# Војна академија Фрунзе
Војна академија Михаил Васиљевич Фрунзе (рус. Военная академия имени Михаи́ла Васи́льевича Фру́нзе) је била висока војна школа која је постојала у периоду од 1918. до 1998. године. Задатак академије било је образовање официра високим војним и војно-специјалистичким образовањем.

## До револуције
Војна академија, која је носила име Михаила Васиљевича Фрунзеа, историју је наследила од Николајевске (царске) академије Генералног штаба основане 26. новембра 1832. године. Ово је био војно-научни центар Руског царства. За време док је постојала, та академија је дала више хиљада официра са вишим војним образовањем, који су зауимали практично све високе командне и административне функције у армији, као и развили високо војно школство у Русији. 

## Совјетски период
Дана 3. маја 1918. Николајевска академија је била реорганизована у „Академију генералног штаба Радничко-сељачке црвене армије“. Прва генерација, новембра 1918. године, имала је 183 студента. Године 1921, претворена је у „Војну академију Радничко-сељачке црвене армије“. 
Од 31. октобра 1925. до 1998. године, академија је носила име по Михаилу Фрунзеу, који је био њен руководилац од 1923. до 1925. Од десетина хиљада официра које је одшколовала ова академија, њих око 30 постали су маршали Совјетског Савеза и главни маршали родова војске, а више од 60 су били генерали армије и маршали родова војске. Међу свршеним студентима ове академије били су: Борис Шапошњиков, Георгиј Жуков, Николај Ватутин, Иван Коњев, Родион Малиновски, Захаров, Петров, Константин Рокосовски и Василиј Чујков. 
Више од 700 бивших академаца добили су звање хероја Совјетског Савеза и хероја Руске Федерације.
Академија је одликована: Орденом црвене звезде, 9. јануара 1922; Орденом Лењина, 18. децембра 1934; Орденом Суворова првог степена, 21. фебруара 1945. и Орденом Октобарске револуције, 8. децембра 1978. године.

## Академија после 1991.
По наредби министарства одбране Руске Федерације од 29. августа 1998. године, 1. новембра 1998. је спајањем „Војне академије М. В. Фрунзе“, „Војне академије Р. Ј. Малиновског“ и „Више официрске школе — Пуцањ“ (Выстрел), формирана Општевојна академија оружаних снага Руске Федерације.

## Генерали ЈНА који су се школовали на Академији
У периоду од 1945. до 1947. године на Војној академији „Фрунзе“ школовали су се познати југословенски генерали: 
- Генерал-пуковник Вицко Антић
- Генерал-пуковник Јосип Антоловић
- Генерал-пуковник Станко Бјелајац
- Генерал-пуковник Ђуро Дулић
- Генерал-пуковник Радојица Ненезић
- Генерал-пуковник Марко Перичин Камењар
- Генерал-пуковник Франц Поглајен
- Генерал-пуковник Стево Рауш
- Генерал-пуковник Фрањо Херљевић
- Генерал-пуковник Милош Шумоња
- Генерал-потпуковник Бранко Дуде
- Генерал-потпуковник Милан Зорић
- Генерал-потпуковник авијације Радоје Љубичић
- Генерал-потпуковник Богдан Мамула
- Генерал-потпуковник Томица Поповић
- Генерал-потпуковник Ђурађ Предојевић
- Генерал-потпуковник Миле Узелац